# Creme 21 Youngtimer Rallye
Creme 21 Youngtimer Rallye ist der Name der größten, einzigen mehrtägigen und überregionalen Rallye in Deutschland für Fahrzeuge, deren Baureihe inzwischen bereits den Status eines Youngtimers (20 Jahre und älter) oder eines Oldtimers (30 Jahre und älter) erreicht hat.

## Geschichte
Die laut Auto Zeitung „bekannteste und größte Youngtimer-Rallye Deutschlands“ geht auf eine Idee im Jahre 2001 von vier Autobegeisterten aus der Stadt Oldenburg (Oldb) zurück und wurde im Nachgang zu der Durchfahrt der 2000 km durch Deutschland geboren. Die vier Männer mochten die Autos ihrer Jugend (VW Karmann-Ghia, Opel Rekord C, Ford Taunus usw.). Mit diesen Fahrzeugen durfte man aber selten bei einer Oldtimer-Rallye mitmachen, da sie meist kein dem Reglement entsprechendes Alter hatten (in der Regel 30 Jahre oder älter). Der Name sollte an ein für die Zeit der Fahrzeuge typisches, zum Zeitpunkt der Namensfindung seit langem nicht mehr erhältliches Produkt, die Kosmetikserie Creme 21 erinnern. Als es die Creme 21 Youngtimer Rallye bereits gab, wurde die Kosmetikmarke durch die dann neu gegründete Creme 21 GmbH „wiederbelebt“, die fortan als Sponsor der Veranstaltung aufgetreten ist.
Im Jahre 2002 wurde dann der Youngtimer Club e. V. gegründet, mit dem Ziel eine touristische Rallye für Autos zu organisieren. Laut dem Reglement muss die Baureihe der Autos zwischen 1970 und 1990 auf dem Markt gewesen sein. Den Anforderungen einer Zuverlässigkeitsfahrt entsprechend, gibt es versteckte Durchfahrtskontrollen. Diese dienen nur in zweiter Linie dazu, die Einhaltung der Fahrtroute zu kontrollieren. In erster Linie werden hier die Fahrer auf ihre Funktionstüchtigkeit geprüft – mittels Aufgaben, die sich an das Wissen, die Geschicklichkeit und an die Sinne des jeweiligen Fahrerteams richten.
Begonnen wird immer mit einem Eröffnungsabend am Mittwoch. Der jeweilige Donnerstag, Freitag und Samstag sind volle Fahrtage mit Tagesetappen zwischen 200 km und 350 km. Der Sonntag wird nur bis zum Mittag/frühen Nachmittag gefahren. Die Strecken werden so gewählt, dass diese eine größtmögliche fahrerische Herausforderung und dazu touristische Attraktionen bieten.
Am 26. Juni 2002 ging es zum ersten Mal mit insgesamt 45 Fahrzeugen los. Gestartet wurde in Oldenburg (Oldb). Dann ging es weiter: Osnabrück – Bielefeld – Oberhausen. Schlusspunkt war am 30. Juni 2002 in Bottrop im Warner Brothers Movie-World. Mittlerweile umfasst das Starterfeld ca. 230 Fahrzeuge (Stand 2016). Von 2003 bis 2006 wurde immer in einer anderen Stadt gestartet und auch geendet; 2007 wurde diese Tradition (erstmal) einmalig gebrochen.

## Streckenverlauf ab 2002
- 2002: Oldenburg (Oldb) – Osnabrück – Bielefeld – Oberhausen
- 2003: Oldenburg (Oldb) (Radsatzwerkstatt) – Bremen – Königslutter am Elm – Magdeburg – Störy (Automuseum Störy)
- 2004: Ludwigshafen am Rhein (BASF) – Schweinfurt – Göttingen – Wolfsburg (Autostadt)
- 2005: Dortmund (Zeche Zollern) – Willingen – Erfurt – Chemnitz – Leipzig (Porsche Zentrum)
- 2006: Rastatt (Mercedes-Benz) – Landau in der Pfalz – Völklingen – Frankfurt am Main – Düsseldorf (ehemals Meilenwerk)
- 2007: Düsseldorf (Meilenwerk) – Osnabrück – Kassel – Eisenach (Automobile Welt Eisenach)
- 2008: Helmstedt (Grenzübergang Helmstedt-Marienborn) – Templin – Zinnowitz – Hoppegarten – Berlin (Flughafen Tempelhof)
- 2009: Karlsruhe (Bosch) – Ludwigshafen am Rhein – Luxemburg – Düsseldorf – Leverkusen (Bayer)
- 2010: Borgholzhausen (fetra) – Papenburg – Bremen – Hamburg – Weißenhäuser Strand – Lauenburg/Elbe – Hannover (Volkswagen Nutzfahrzeuge) – Jeversen (Contidrom)
- 2011: Nürburgring – Eifel – Pferdsfeld (OPEL) – Luxemburg – Nancy – Lothringen – Petite-Rosselle – Saarbrücken – Hermeskeil – Rüsselsheim (Opel) – Frankfurt am Main (Klassikstadt)
- 2012: Lausitzring (DEKRA Technology Center Klettwitz) – Radebeul – Bagger 1462 – Glashütte – Schönbrunn – Ziegenrück – Unterwellenborn – Suhl – Point Alpha – Wasserkuppe – Rüsselsheim (OPEL) – Gießen (Limeswerkstatt der Lebenshilfe Gießen e.V.)
- 2013: Circuit de Spa-Francorchamps – Bonn-Bad Godesberg – Curioseum Willingen (Upland) – Sauerlandstern – Zementwerk Geseke – Bad Wildungen – Sammler- und Hobbywelt in Alten-Buseck – Opel-Werk Rüsselsheim – Opel Test Center in Dudenhofen
- 2014: Bremen (Schuppen Eins) – Oldenburg (Oldb) – Hubschraubermuseum Bückeburg – Fagus-Werk Alfeld (Leine) – Okertalsperre – Braunlage – Ferropolis – Gräfenhainichen – Motorsport Arena Oschersleben – Braunlage – Stadt Benneckenstein (Harz) (Fahrzeugmuseum) – Hann. Münden – Bielefeld (Lenkwerk) – Borgholzhausen (fetra Fechtel Transportgeräte GmbH).
- 2015: Hockenheimring – Ludwigshafen am Rhein/Mannheim (BASF) – Edenkoben – Ludwigshafen am Rhein/Mannheim (BASF) – Langenburg – Nürnberg – Deutsches Dampflokomotiv-Museum Neuenmarkt – Schleizer Dreieck – Leipzig (BMW-Werk)
- 2016: Mulhouse (Cité de l’Automobile) – Freiburg im Breisgau – Schramberg (Junghans) – Feldberg – Schauinsland – Kirchzarten (Oldtimer-Museum Volante) – Friedrichshafen (Dornier-Museum) – Wolfegg (Automobilmuseum von Fritz B. Busch) – Augsburg – Baar-Ebenhausen – München (BMW Classic) – Kloster Andechs – BMW Museum
- 2017: Bielefeld (Lenkwerk) – Einbeck (PS-Speicher) – Eisenach (AWE) – Suhl – Thüringer Wald – Vogtland – Zwönitz – Augustusburg – Radebeul – Tagebau Welzow-Süd – Calau (Mobile Welt des Ostens) – Lübben (Spreewald) – Flugplatz Neuhardenberg – Berlin (Technikmuseum) – Potsdam – Berlin-Spandau (BMW Motorradwerk) – 1.100 km
- 2018: Zeche Zollverein, Essen – Münster, Strandhof – Zeche Hannover, Bochum – Drive In Autokino, Essen – Zeche Zollverein, Essen – Tagebau Garzweiler – ATC Testing Center, Aldenhoven – Depot, Aachen – Museum Zinkhütter Hof, Stolberg – Vulkan Brauerei, Mendig – Luxembourg Alvisse Parc Hotel – GOOD-YEAR, Colmar-Berg
- 2019: Assen/Niederlande – Oldersum – Aurich – Wilhelmshaven – Bremerhaven – Geesthacht – Weissenhäuser Strand – Plön – Dithmarschen – Fahrwelt Hungriger Wolf – Eutin – Weissenhäuser Strand – Travering Bad Oldesloe[2]
- 2021: Magdeburg – Dresden  – Plessa – Avus Berlin – Potsdam – Dessau – Leipzig – Markranstädt
- 2022: Nordschleife – Völklinger Hütte – Saarbrücken – Boxenstop Tübingen – Heilbronn – Technik-Museum Speyer
- 2023: Sachsenring – Dieskau – Thale – Autostadt Wolfsburg – Volkswagenwerk Hannover – Volkswagen Osnabrück – Lenkwerk-Bielefeld

In den Jahren 2002 bis 2005 wurde jeweils am letzten Juni-Wochenende gestartet. Wegen der Fußball-WM 2006 in Deutschland war man 2006 vom 13. September 2006 bis zum 17. September 2006 unterwegs; der September-Termin wird seither beibehalten.